# Anarquía posizquierda
Anarquía posizquierda, anarquismo posizquierdista o posizquierdismo es una corriente reciente en el pensamiento anarquista que promueve una crítica de la relación del anarquismo con la izquierda política tradicional. Esta crítica suele también elaborar una crítica de las ideologías en general, así como de la moralidad. Influenciada por los escritos de Max Stirner y por la Internacional Situacionista, la anarquía postizquierda enfatiza el concepto de insurrección y un rechazo de los modos tradicionales de organización del izquierdismo.
Las revistas anarchy: A Journal of Desire Armed, Green Anarchy y Fifth Estate han estado envueltas en desarrollar la anarquía postizquierda. Escritores individuales asociados con la tendencia son Hakim Bey, Bob Black, John Zerzan, Jason McQuinn, Fredy Perlman, Lawrence Jarach y Wolfi Landstreicher. La red contemporánea de colectivos norteamericanos CrimethInc. es también un exponente de estos puntos de vista.

## Visión general

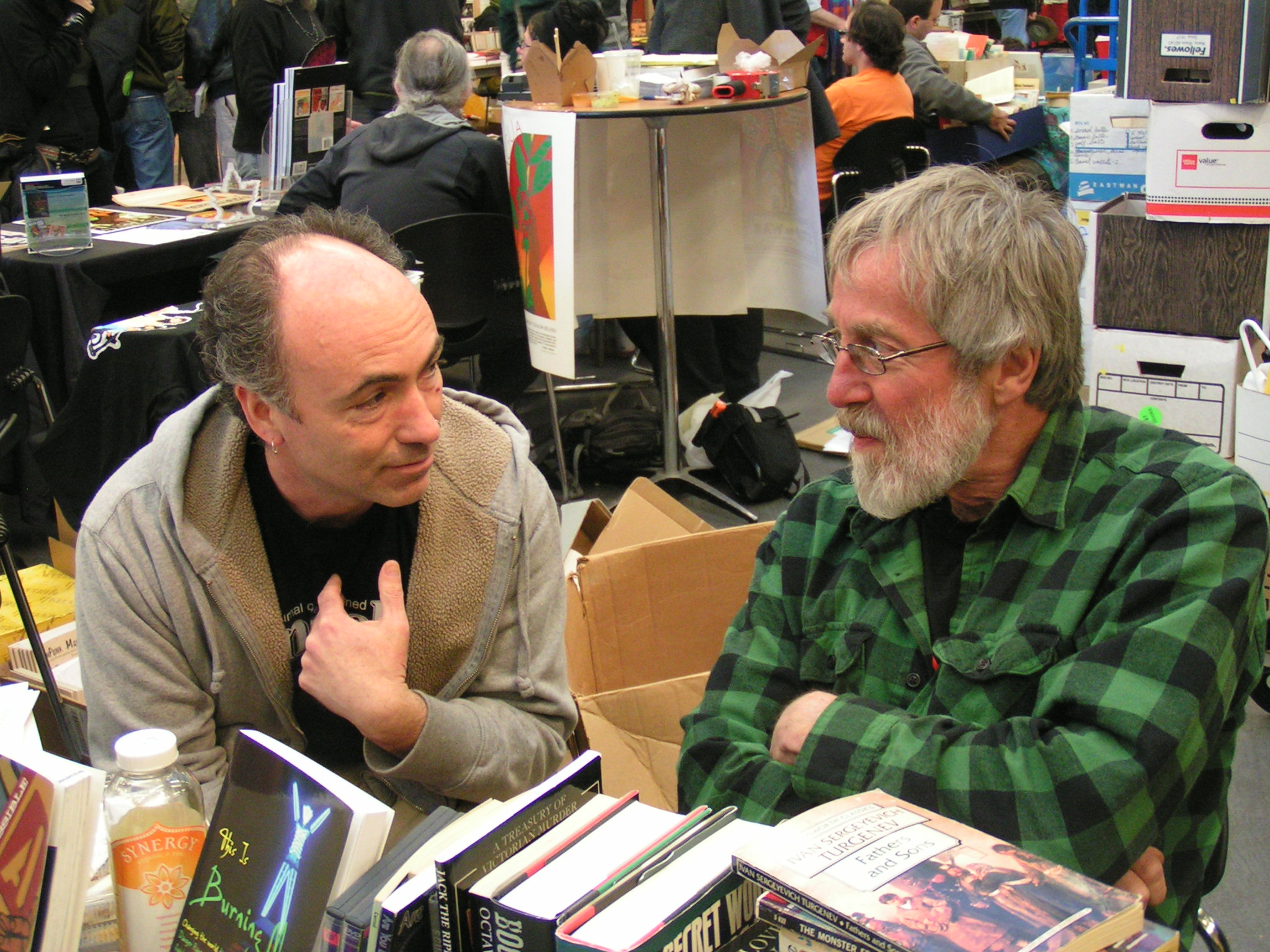
Lawrence Jarach (izquierda) y John Zerzan (derecha), dos prominentes autores contemporáneas de la anarquía postizquierda

Los anarquistas postizquierda argumentan que la mayor parte de la política izquierdista, incluso de la izquierda revolucionaria, es anacrónica e incapaz de crear cambios profundos. La anarquía posizquierda ofrece una crítica a las estrategias y las tácticas de la política radical, las cuales considera anticuadas: la manifestación, el activismo centrado en la lucha de clases, el enfoque en la tradición ideológica y la incapacidad de escapar de los confines de la historia. El libro Anarchy in the Age of Dinosaurs (Anarquía en la edad de los dinosaurios), por ejemplo, crítica las ideas tradicionales de la izquierda y el anarquismo clásico, mientras aboga por un movimiento anarquista rejuvenecido. El ensayo de CrimethInc. titulado Your Politics Are Boring as Fuck (traducido al español como Tu política es más aburrida que la mierda) es otra crítica de los movimientos izquierdistas y afirma:

¿Por qué el proletariado oprimido no despierta y se suma a ustedes en su lucha por la liberación mundial? [...] (Porque) saben que sus anticuados estilos de protesta -sus marchas, eslóganes y reuniones- son ahora impotentes a efecto de un cambio real, ya que se han convertido en una parte previsible de la situación actual. Su jerga postmarxista es disuasiva, ya que sólo es un lenguaje de mera controversia académica, y no un arma capaz de socavar los sistemas de control [...]

Algunos posanarquistas han llegado a conclusiones similares, por diferentes motivos. "De Bakunin a Lacan", de Saul Newman hace estas observaciones:

Hay una letanía de determinadas opresiones que las teorías más radicales están obligadas a rendir homenaje. ¿Por qué es que cuando a alguien se le pide hablar de una política radical de hoy, inevitablemente, hace referencia a esta misma cansada y vieja lista de las luchas y las identidades? ¿Por qué estamos tan carentes de imaginación política y no podemos pensar fuera de esta "lista de compras" de la opresión?

## Pensamiento

### Teoría y crítica de las organizaciones
Jason McQuinn describe la tendencia organizacional de la izquierda como una estructura de «correa de transmisión» con una división explícita entre los líderes y los liderados, junto con provisiones para disciplinar a los cuadros políticos o miembros mientras se escuda a los líderes de la responsabilidad para con aquellos que son liderados. Para él hay cuatro resultados de ese tipo de estructura:
- Reduccionismo: Aquí "Sólo aspectos particulares de la lucha social son incluidos dentro de estas organizaciones. Otros aspectos son ignorados, invalidados o reprimidos, conduciendo a una mayor compartimentación de la lucha. Lo cual asimismo facilita la manipulación por las élites y su eventual transformación en asociaciones específicamente cabilderas, vaciadas de la crítica radical general.[3]

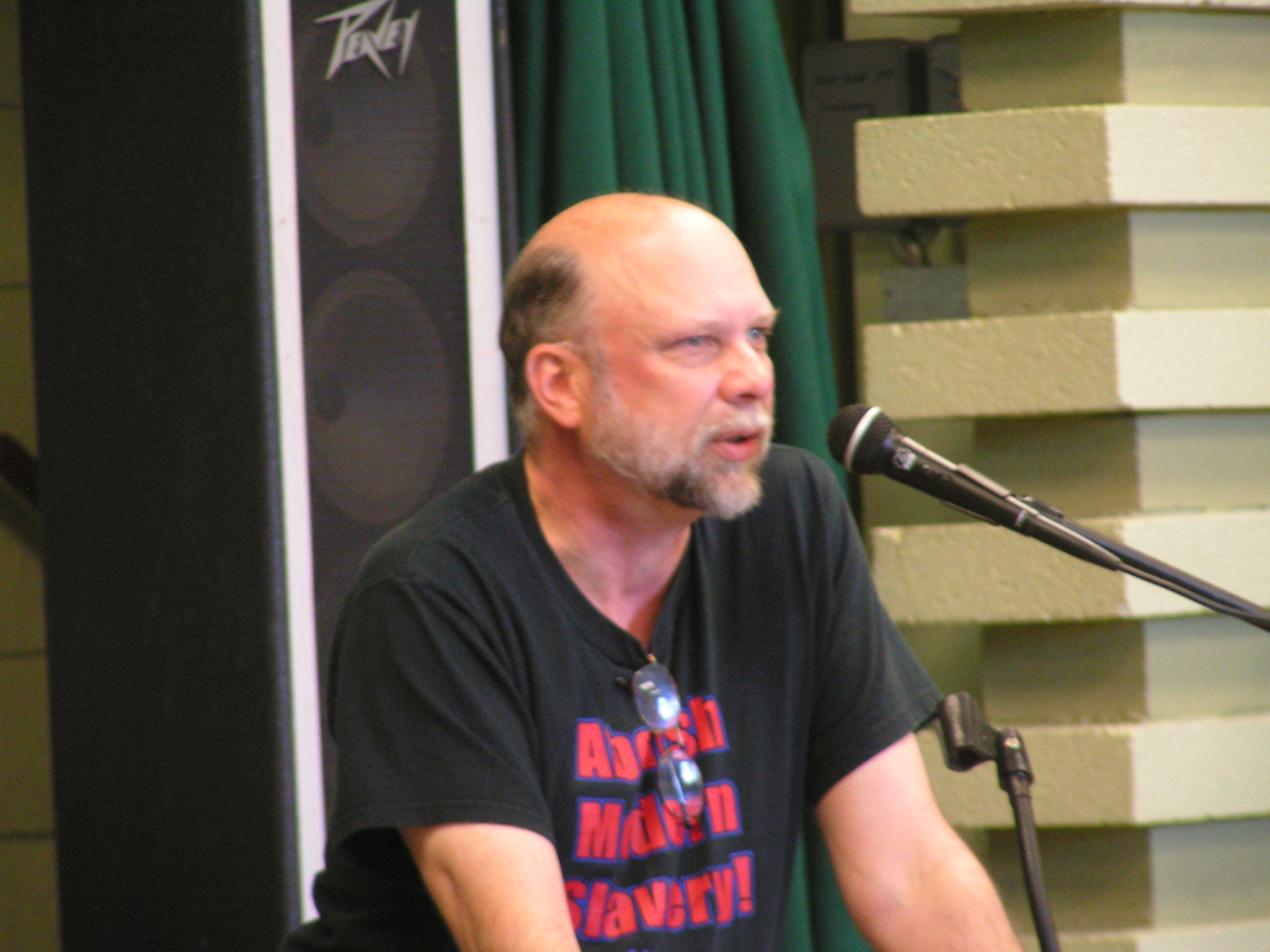
Jason McQuinn

- Especialización o profesionalización: Esto se refiere a la tendencia en donde "aquellos involucrados en la operativa cotidiana de la organización son seleccionados o autoseleccionados para realizar roles crecientemente especializados dentro de la organización, a menudo conduciendo a una división oficial entre líderes y liderados, con graduaciones de poder e influencia introducidas en la forma de roles intermedios en la evolución de la jerarquía organizacional".[3]

- Substitucionismo donde la organización formal va convirtiéndose de manera creciente en el foco de la estrategia y práctica, la organización tiende progresivamente a substituir a la gente, el liderazgo de la organización especialmente si se ha hecho formal tiende a sustituir a la organización como un todo, y eventualmente un líder máximo emerge que, a menudo termina personalizando y controlando a la organización."[3]

- La Ideología donde la organización se convierte en el sujeto primario de la teoría, con los individuos asignados a roles que cumplir, en lugar de que la gente construya sus propias auto-teorías. Todas menos las organizaciones anarquistas más autoconscientes tienden a adaptar alguna forma de ideología colectivista, en la cual al grupo social se le concede mayor realidad política que a la libre individualidad. En donde la soberanía recae, allí recae la autoridad política; por lo que si la soberanía no pertenece a cada persona, siempre se requiere el sometimiento de los individuos a un colectivo."[3]

Para contrarrestar estas tendencias, la anarquía posizquierda aboga por la autonomía individual y grupal de libre iniciativa, la asociación voluntaria, el rechazo de la autoridad política, y por ello de la Ideología, y en su lugar promueve la organización de carácter temporal, pequeña, simple, informal y transparente, descentralizada, con la toma de decisiones hecha directamente por todos sus miembros y con respeto por las minorías.

### La crítica anti-ideológica

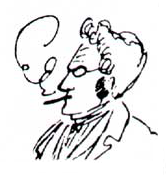
Max Stirner. Su crítica de las ideologías es muy importante para el pensamiento de la anarquía posizquierda

La anarquía postizquierda se adhiere a una crítica de la ideología que "se remonta a las obras de Max Stirner". Para Jason McQuinn "Toda ideología implica en esencia la sustitución de conceptos e imágenes ajenas (o incompletas) para la subjetividad humana. Las ideologías son sistemas de conciencia falsa, en la cual la gente ya no se ve a sí misma directamente como sujetos en su relación con su mundo, sino que ellos se conciben como subordinados a algún tipo u otro de entidad abstracta o entidades que son confundidos como sujetos reales o actores en su mundo". "Tanto si la abstracción es Dios, el Estado, el Partido, la Organización, la Ciencia, la Familia, la Humanidad, Paz, Ecología, Naturaleza, Trabajo, Amor, o inclusive la Libertad; si es concebida y presentada como si fuera un sujeto activo, con su propio ser, que nos hace demandas a nosotros, entonces es el centro de una ideología."

### El rechazo de la moralidad
La moral es también un objetivo de la anarquía postizquierda tanto como lo fue en los escritos de Stirner y Friedrich Nietzsche. Para McQuinn "La moral es un sistema de valores reificados-valores abstractos que son llevados fuera de contexto, grabados en piedra, y convertidos en creencias incuestionables para ser aplicados sin tomar en cuenta los deseos, pensamientos y objetivos reales de una persona y sin tomar en cuenta la situación en la cual la persona se encuentra. El moralismo es la práctica en la cual no solo se reduce los valores de vida a la moral reificada, sino también se considera a uno mismo como mejor que otros debido a que se ha sujetado a la moralidad, y se hace proselitismo por la adopción de una conducta moral como herramienta de cambio social. Vivir de acuerdo con la moralidad significa sacrificar algunos deseos y tentaciones (sin tomar en cuenta la situación real en la que te encuentres) a cambio de las recompensas de la virtud."
En tanto "rechazar la moralidad implica el construir una teoría crítica de uno mismo y de la sociedad (siempre auto-crítica, provisional y nunca totalizante), en la cual el objetivo claro de terminar la alienación social propia nunca es confundido con objetivos parciales reificados. Esto implica enfatizar lo que la gente tiene que ganar de la crítica radical y la solidaridad, en vez de lo que la gente tiene que sacrificar o entregar para llevar vidas virtuosas de moralidad políticamente correcta."

### Crítica de la política de la identidad
La anarquía posizquierda tiende a criticar lo que ve como visiones parciales y victimistas dentro de la política de la identidad. Feral Faun escribe en "La ideología de la victimización" que existe una "versión feminista de la ideología de la victimización: una ideología que promueve el miedo, la debilidad individual (y por consiguiente, la dependencia a grupos de apoyo ideológicos basados en ideologías y protección paternalista por parte de las autoridades)". Pero al final "como todas las ideologías, las variedades de la ideología de la victimización son formas de conciencia falsa. El aceptar el rol social de víctima -en cualquiera de sus muchas formas- [...] no es crearse una vida propia por sí mismo o explorar las relaciones propias con las estructuras sociales. Todos los movimientos parciales de liberación -feminismo, LGBT, sindicalismo, etc.- definen a los individuos en términos de sus roles sociales. Debido a esto, estos movimientos no solo no incluyen una inversión de perspectivas que destruya roles sociales y permita a los individuos el crear una praxis construida sobre sus propias pasiones y deseos; sino que en realidad trabajan en contra de tal cambio de perspectiva: la 'liberación' de un rol social al cual un individuo se mantiene atado."

### El rechazo del trabajo
Los temas del trabajo, la división del trabajo y el rechazo del trabajo han sido un tema importante en la anarquía posizquierda.
Bob Black en su texto "La abolición del trabajo" se apoyó en las ideas de intelectuales revolucionarios como Charles Fourier, William Morris, Paul Goodman, Marshall Sahlins y Paul Lafargue. Allí argumenta en contra de la subordinación de la vida de las personas al trabajo obligadas a una vida dedicada a la producción y consumo de mercancías. Aunque desarrolla una crítica profunda del capitalismo y de los puntos de vista del liberalismo pro capitalista, también crítica a los esquemas marxistas de socialismo de estado debido a que estos también mantienen una lógica productivista, que se diferenciaría del capitalismo en que en éste, uno trabaja para un patrón/burgués, mientras que en el socialismo de estado uno recibe órdenes de un administrador asignado por el estado socialista. Por otro lado, Black también crítica la glorificación del trabajo y del trabajador en el marxismo así como el que su línea teórica coincida con el liberalismo pro capitalista al hablar que las cosas adquieren valor por medio del trabajo.
Black define su concepto de "trabajo" como la actividad productiva compulsiva puesta en marcha por medios económicos y/o políticos. Black proporciona datos para demostrar que gran parte de la miseria en el mundo esta ligada al trabajo. Por este motivo denuncia al trabajo por su compulsión y por subordinar a las personas a otra, que les dice que tienen que hacer y así perdiendo su subjetividad y por ende su libertad. Esto se hace a través de múltiples formas degradantes de disciplina cada vez más sofisticadas. Por otro lado la crueldad del sistema se mostraría en los numerosos accidentes en el trabajo que van desde las heridas hasta las muertes en dicha actividad. Según Black, la forma de que las personas pudieran recuperar su libertad es reclamando el tiempo que ahora emplean en sus trabajos y redirigirlo hacia actividades donde entraría lo que él define como lo opuesto del trabajo: el "juego" y lo lúdico. El juego no es necesariamente gobernado por reglas y es hecho voluntariamente en libertad. Black identifica al juego con la economía del regalo.

### Auto-teoría o teoría de uno mismo
Las anarquistas posizquierda rechazan todas las ideologías en favor del individuo y la construcción individual y comunal de la teoría de uno mismo o autoteoría.
La auto-teoría individual es teoría en la que el individuo integral -en contexto (en todas sus relaciones, con toda su historia, deseos y proyectos, etc)- es siempre el centro subjetivo de la percepción, entendimiento y acción.
De forma similar la auto-teoría comunal se basa en el grupo como sujeto, pero siempre con una comprensión subyacente de las individualidades (y sus propias auto-teorías) que hacen el grupo. Para McQuinn "Las organizaciones anarquistas no-ideológicas (o grupos informales) están siempre explícitamente basadas en la autonomía de los individuos que las construyen, lo que es diferente de las organizaciones izquierdistas clásicas que requieren la subordinación de la autonomía personal como prerrequisito para la membresía".

### Vida cotidiana, creación de situaciones e inmediatismo
Para Wolfi Landstreicher "la reapropiación de la vida a nivel social, tanto como su completa reapropriación a nivel individual, sólo puede ocurrir cuando paremos de identificarnos a nosotros mismos en términos esencialmente de nuestras identidades sociales". Así "el reconocimiento de que esta trayectoria debe ser llevada a su final y nuevas formas de vivir y relacionarse deben ser desarrolladas si queremos lograr la autonomía y libertad completas" En tanto las relaciones con otros ya no son vistas más como en el activismo tradicional, en el cual el objetivo es "el buscar seguidores que acepten la posición propia" sino "compañeros y cómplices con los cuales llevaremos a cabo nuestras exploraciones".
Hakim Bey aboga por no tener que "esperar la revolución" sino que inmediatamente se puede "buscar ´espacios´ (geográficos, sociales, culturales, imaginarios) con potencial para florecer como Zonas Autónomas Temporales-y que estamos buscando momentos en los que esos espacios sean relativamente accesibles, ya sea a causa de la negligencia por parte del Estado o debido a que han escapado de su conocimiento, o por cualquier otro motivo" En última instancia "cara a cara, un grupo de seres humanos coinciden en sus esfuerzos por realizar deseos mutuos, ya sea para disfrutar de comida y diversión, bailar, conversar, las artes de la vida; tal vez incluso para el placer erótico, o para crear una obra de arte comunal, o para alcanzar el estado de felicidad mismo-en resumen, una "unión de egoístas" (tal como Stirner lo puso) en su forma más simple o, en los términos de Kropotkin, un impulso biológico básico hacia el "apoyo mutuo"".

## Relación con otras tendencias dentro del anarquismo
La anarquía posizquierda ha sido crítica de las escuelas más clásicas del anarquismo como el plataformismo y el anarcosindicalismo. Una cierta relación cercana existe entre la anarquía posizquierda y el anarcoprimitivismo, el anarquismo individualista y el anarquismo insurreccionalista. De todas formas los anarquistas posizquierda como Wolfi Landstreicher y Jason McQuinn se han distanciado de y han criticado al anarcoprimitivismo como "ideológico".

### Plataformismo
Sobre el plataformismo Bob Black ha dicho que "atestigua la bancarrota ideológica de los anarquistas organizacionistas de hoy, que deciden exhumar (no resucitar) un manifiesto que ya estaba obsoleto cuando fue promulgado en 1926. La Plataforma Organizativa para una Unión General de Anarquistas disfruta de una permanencia imperecedera: extemporánea entonces, extemporánea ahora, extemporánea por siempre. Creada para persuadir a la mayoría, sin embargo motivó ataques de casi todo prominente anarquista de ese tiempo. Creada para organizar, provocó rupturas. Creada para hacer historia, si acaso logró entrar en los libros de historia. Para Black "El resultado es otra secta"

### Anarcosindicalismo
Feral Faun ha dicho que "los anarcosindicalistas pueden hablar de abolir el Estado, pero ellos tendrán que reproducir cada una de sus funciones para garantizar el funcionamiento fluido del tipo de sociedad que proponen.  Así "el anarcosindicalismo no hace una ruptura radical con la sociedad presente, solamente consigue extender los valores de esta sociedad y así nos dominen más plenamente en nuestras vidas diarias". Así "el liberal burgués esta contento con deshacerse de sacerdotes y reyes, y el anarcosindicalista de eliminar presidentes y patrones. Pero las fábricas se mantienen intactas (aunque los sindicalistas las llamen centros de distribución), la familia se mantiene intacta - el sistema social entero se mantiene intacto. Si nuestra actividad diaria no ha cambiado significativamente -y los anarcosindicalistas no dan indicación de querer cambiarla, más allá de sumar la carga de administrar las fábricas a la de tener que trabajar en ellas- entonces ¿qué diferencia existirá cuando no haya jefes, si seguiremos siendo esclavos?"

### La cuestión del «anarquismo de estilo de vida»
En la mitad de la década de los 90 el anarquista norteamericano Murray Bookchin escribió Anarquismo social o anarquismo personal: Un abismo insuperable, en donde ataca corrientes asociadas al anarquismo posizquierda, el anarquismo individualista, la ecología profunda, el biocentrismo, a los que tacha de «anarquismo estético» y basado en «estilos de vida» contra-culturales, fundamentados en una mistificación romántica e irracionalista y considerándolos, por ello, superficiales e irrelevantes, y en el peor caso sectarizantes. Boochkin, desde su óptica social-realista, critica también el relativismo de la posizquierda, que considera posmoderno. Y frente a la autonomía individual, Boochkin reivindica la lucha social del izquierdismo clásico, priorizando la preparación y organización política de un anarquismo práctico y coherente y un ecologismo radical y libertario que sea racional y humanista, cuyo eje esté en el bienestar humano y la ciencia y tecnología ecológica.
Bob Black respondió a Bookchin con el libro titulado Anarchy After Leftism que se convirtió en un trabajo fundamental para la anarquía posizquierda.
En el libro, Black hace una apología de las tesis posizquierdistas y rebate punto por punto los ataques de Boochkin (al que irónicamente llama «el Decano»). Define a Boochkin como un moralista y puritano de la ideología, le recuerda su pasado estalinista, muestra que defiende una «ética del trabajo» al que considera como algo esencial del ser humano, idealiza la tecnología y por todo ello malinterpreta la historia del trabajo. Alega que «la libertad social» (en oposición al énfasis en la autonomía individual del posizquierdismo) de Boochkin es metafórica y no posee contenido real. Acusa también a Boochkin de que sus ideas no promueven el anarquismo sino un «estatismo municipalista».

### Anarcoprimitivismo

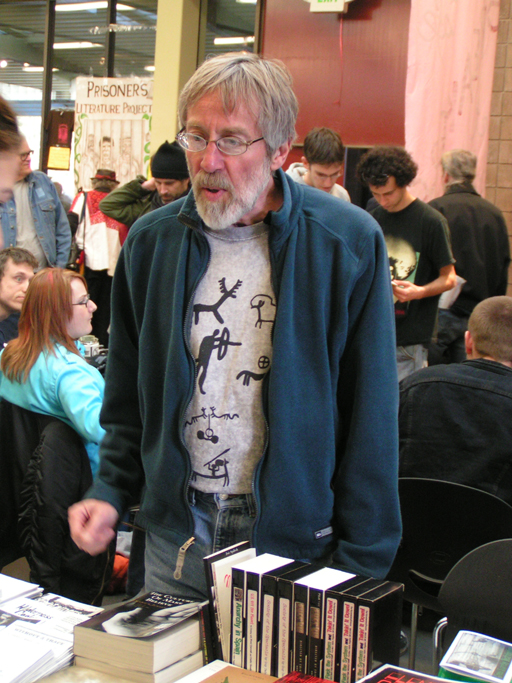
John Zerzan, pensador importante tanto de la anarquía postizquierda como del anarco-primitivismo

Una relación cercana existe entre la anarquía postizquierda y el anarcoprimitivismo en tanto anarcoprimitivistas como John Zerzan y la revista Green Anarchy se han adherido y han contribuido a la perspectiva de la anarquía postizquierda. Sin embargo anarquistas postizquierdistas como Jason McQuinn y Feral Faun/Wolfi Landstreicher se han distanciado del anarcoprimitivismo y lo han criticado.
Wolfi Landstreicher ha criticado la "moralidad ascética de sacrificio o de una desintegración mística hacia una supuesta unidad no alienada con la Naturaleza,"
 la cual aparece en el anarcoprimitivismo y la ecología profunda. Jason McQuinn ha criticado lo que ve como una tendencia ideológica en el anarcoprimitivismo, diciendo que "para la mayoría de los primitivistas una visión idealizada hipostasiada de las sociedades primarias tiende a desplazar irresistiblemente la centralidad esencial de la auto-teoría crítica, sean cuales sean sus protestas ocasionales hacia lo contrario. El lugar de la crítica se mueve rápidamente del auto-entendimiento crítico del mundo social y natural a la adopción de un ideal preconcebido en contra del cual ese mundo (y la vida propia) es medida, una postura arquetípicamente ideológica. Esta casi irresistible susceptibilidad a la idealización es la mayor debilidad del primitivismo."

### Anarquismo individualista
Murray Bookchin ha identificado a la anarquía postizquierda como una forma de anarquismo individualista en Anarquismo social o anarquismo estético, en donde identifica "un cambio dentro de los anarquistas euroamericanos alejándose del anarquismo social y hacia un anarquismo individualista o de estilo de vida. De hecho, el anarquismo de estilo de vida hoy está encontrando su principal expresión en el graffiti en aerosol, el nihilismo postmoderno, antirracionalismo, neoprimitivismo, antitecnologismo, ´terrorismo cultural´, neosituacionista, misticismo, y una ´práctica´ de escenificación de ´insurrecciones personales´ foucaultianas".

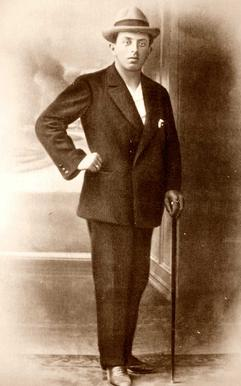
Renzo Novatore, Anarquista individualista italiano que fue traducido al inglés por el anarquista post-izquierdista Wolfi Landstreicher

Una fuerte relación existe entre la anarquía postizquierda y los escritos del anarco-individualista Max Stirner. Jason McQuinn dice que "cuando yo (y otros anarquistas anti-ideológicos critican la ideología, es siempre desde una perspectiva anarquista específicamente crítica basada en la filosofía escéptica anarco-individualista de Max Stirner. También Bob Black y Feral Faun/Wolfi Landstreicher se adhieren al anarquismo egoísta stirneriano. Bob Black ha sugerido humorísticamente la idea de un "stirnerismo marxista". Hakim Bey ha manifestado que "De la ´Unión de egoístas´ de Stirner procedemos al círculo de ´espíritus libres´ de Nietzsche y desde allí a las ´series pasionales´ de Charles Fourier doblándonos y redoblándonos a nosotros mismos inclusive mientras el Otro se multiplica a sí mismo en el eros del grupo". Hakim Bey escribió además que "La Sociedad Mackay, de la cual soy miembro activo, está dedicada al anarquismo de Max Stirner, Benj. Tucker & John Henry Mackay... La Sociedad Mackay... representa una corriente poco conocida de pensamiento individualista que nunca cortó lazos con el sindicalismo revolucionario. Dyer Lum, Ezra & Angela Haywood representan a esta escuela de pensamiento; Jo Labadie, el cual escribió para la publicación Liberty de Tucker, se erigió como lazo que conectó a los anarquistas "plumb line", los anarquistas "filosóficos", y el sector sindicalista y comunista del movimiento; su influencia alcanzó a la Sociedad Mackay a través de su hijo, Laurence. Como los Stirneristas Italianos (quienes nos han influenciado a través de nuestro amigo desaparecido Enrico Arrigoni) nosotros apoyamos a todas las corrientes antiautoritarias, a pesar de sus aparentes contradicciones."
En tanto anarco-individualistas posteriores Jason McQuinn usó por algún tiempo el seudónimo de Lev Chernyi en honor del anarco-individualista ruso del mismo nombre mientras Feral Faun ha citado al anarco-individualista italiano Renzo Novatore y lo ha traducido al inglés a él y al joven anarco-individualista italiano Bruno Filippi.

### Anarquismo insurrecionalista
Feral Faun (el cual después escribiendo como Wolfi Landstreicher) ganó notoriedad cuando escribió artículos que aparecieron en la revista de anarquía posizquierdista anarchy: A Journal of Desire Armed. La anarquía posizquierda ha realizado críticas similares a las organizaciones, tal como lo ha hecho el Anarquismo insurreccionalista, como se ve en el trabajo de Wolfi Landstreicher y Alfredo Maria Bonanno. John Zerzan ha dicho sobre el anarquista insurreccionalista italiano Alfredo Maria Bonanno que "tal vez el insurrecionalismo es menos una ideología y más una tendencia no definida, en parte izquierdista y en parte anti-izquierda pero, generalmente, anarquista."

## Relaciones con tendencias de pensamiento fuera del anarquismo
McQuinn ha dicho que "Aquellos que buscan promover la síntesis han sido primariamente influenciados tanto por el movimiento anarquista clásico hasta la revolución española por un lado, como por las más prometedoras críticas y modos de intervención desarrollados desde los años sesenta por otro. Las más importantes críticas mixtas incluyen aquellas de la vida cotidiana y la sociedad del espectáculo, de la ideología y la moralidad, de la tecnología industrial, del trabajo y la civilización. Modos de intervención que se enfocan en el despliegue concreto de la acción directa en todas las facetas de la vida. Así, el pensamiento de la Internacional Situacionista es muy importante para el pensamiento de la anarquía posizquierda. Otros pensadores que han influenciado a escritores de la tendencia son Charles Fourier, la Escuela de Frankfurt, Friedrich Nietzsche y antropólogos como Marshall Sahlins.

## Libros
- Black, Bob (1997). "Anarchy after Leftism". Birmingham: CAL Press. ISBN 9781890532000.

### Archivos generales
- "Anarchy After Leftism" espacio dedicado al debate sobre la anarquía posizquierda Infoshop.org
- Insurgent Desire: The Online Green Anarchy Archive
- anarchy: A Journal of Desire Armed – archivo de la revist anarchy: a journal of desire armed
- Sitio web de Crimethinc.
- Guerrilla Latina Crimethinc.
- ColumnaNegra, sitio web de pensamiento anárquico desde Valparaíso-Chile
- "Archivo de la anarquía postizquierda
- La Peste Furtiva, Sitio web con artículos sobre la anarquía posizquierda

### Publicaciones
- anarchy: A Journal of Desire Armed (website)
- Fifth Estate magazine website
- Green Anarchy magazine

### Archivos de teóricos de la tendencia
- Hakim Bey
- Bob Black
- Feral Faun en inglés
- Wolfi Landstreicher en inglés
- John Zerzan
- Jason McQuinn en inglés
- Lawrence Jarach en inglés
- Lilith archive

- Datos: Q2574500